# Seizième circonscription de Paris
Pour les articles homonymes, voir Seizième circonscription de Paris de 1958 à 1986 et Seizième circonscription de Paris de 1988 à 2012.
La seizième circonscription de Paris est l'une des 18 circonscriptions électorales françaises que compte le département de Paris (75) situé en région Île-de-France depuis le redécoupage des circonscriptions électorales réalisé en 2010 et applicable à partir des élections législatives de juin 2012.

## Délimitation de la circonscription
La loi du 23 février 2010 ratifie l'ordonnance du 29 juillet 2009, laquelle détermine la répartition des sièges et la délimitation des circonscriptions pour l'élection des députés.
La circonscription est délimitée ainsi : une partie du 19e arrondissement, comprenant les quartiers d'Amérique et du Pont-de-Flandre, et la majeure partie du quartier du Combat située à l'est de l'avenue Secrétan, de l'avenue Simon-Bolivar et de la rue Henri-Turot.
Cette délimitation s'applique donc à partir de la XIVe législature de la Cinquième République.
Cette seizième circonscription de Paris correspond presque exactement à la précédente vingtième circonscription à l'exclusion d'une petite partie du quartier du Combat qui a été rattachée à la nouvelle dix-septième circonscription.

## Députés
| Législature | Début de mandat | Fin de mandat   | Député                     | Parti politique | Observations                                                                           |
| ----------- | --------------- | --------------- | -------------------------- | --------------- | -------------------------------------------------------------------------------------- |
| XIVe        | 20 juin 2012    | 20 juin 2017    | Jean-Christophe Cambadélis | PS              |                                                                                        |
| XVe         | 21 juin 2017    | 21 juillet 2017 | Mounir Mahjoubi            | LREM            | Nommé au gouvernement et remplacé par sa suppléante.                                   |
| XVe         | 22 juillet 2017 | 27 avril 2019   | Delphine O                 | LREM            | Nommé au gouvernement et remplacé par sa suppléante.                                   |
| XVe         | 28 avril 2019   | 21 juin 2022    | Mounir Mahjoubi            | LREM            | Nommé au gouvernement et remplacé par sa suppléante.                                   |
| XVIe        | 22 juin 2022    | 9 juin 2024     | Sarah Legrain              | LFI             | Mandat écourté à la suite d'une dissolution parlementaire décidée par Emmanuel Macron. |
| XVIIe       | 8 juillet 2024  | En cours        | Sarah Legrain              | LFI             |                                                                                        |

## Résultats électoraux

### Élections législatives de 2012
Les élections législatives se sont déroulées les dimanches 10 et 17 juin 2012.
|                                            | Jean-Christophe Cambadélis* | PS                 | 14 864 | 41,23  | 22 734 | 70,04  |  |  |  |  |  |
|                                            | Jean-Jacques Giannesini     | UMP                | 7 538  | 20,91  | 9 725  | 29,96  |  |  |  |  |  |
|                                            | Sergio Tinti                | FG (PCF)           | 4 556  | 12,64  |        |        |  |  |  |  |  |
|                                            | Bernard Jomier              | EELV puis SE       | 4 009  | 11,12  |        |        |  |  |  |  |  |
|                                            | Michel Ciardi               | RBM (apparenté FN) | 2 131  | 5,91   |        |        |  |  |  |  |  |
|                                            | Violette Baranda            | MoDem              | 1 071  | 2,97   |        |        |  |  |  |  |  |
|                                            | Adrien Havas                | PP                 | 441    | 1,22   |        |        |  |  |  |  |  |
|                                            | Christian Ghiotti           | PPLD               | 333    | 0,92   |        |        |  |  |  |  |  |
|                                            | Wafa Guiga                  | NPA                | 220    | 0,61   |        |        |  |  |  |  |  |
|                                            | Marina Podgorny             | LO                 | 188    | 0,52   |        |        |  |  |  |  |  |
|                                            | Mustapha Saadi              | PR                 | 163    | 0,45   |        |        |  |  |  |  |  |
|                                            | Serge Sebban                | POI                | 163    | 0,45   |        |        |  |  |  |  |  |
|                                            | Thierry Rochas              | NC                 | 157    | 0,44   |        |        |  |  |  |  |  |
|                                            | Rudy Kazi                   | PCD                | 85     | 0,24   |        |        |  |  |  |  |  |
|                                            | Thierry Broutin             | AR                 | 66     | 0,18   |        |        |  |  |  |  |  |
|                                            | Irène Akoun                 | DVD                | 64     | 0,18   |        |        |  |  |  |  |  |
|                                            |                             |                    |        |        |        |        |  |  |  |  |  |
| Inscrits                                   | Inscrits                    | Inscrits           | 66 230 | 100,00 | 66 220 | 100,00 |  |  |  |  |  |
| Abstentions                                | Abstentions                 | Abstentions        | 29 814 | 45,02  | 32 434 | 48,98  |  |  |  |  |  |
| Votants                                    | Votants                     | Votants            | 36 416 | 54,98  | 33 786 | 51,02  |  |  |  |  |  |
| Blancs et nuls                             | Blancs et nuls              | Blancs et nuls     | 367    | 1,01   | 1 327  | 3,93   |  |  |  |  |  |
| Exprimés                                   | Exprimés                    | Exprimés           | 36 049 | 98,99  | 32 459 | 96,07  |  |  |  |  |  |
| * Député sortant de la 20e circonscription |                             |                    |        |        |        |        |  |  |  |  |  |

### Élections législatives de 2017
Les élections législatives se sont déroulées les dimanches 11 et 18 juin 2017.
|                                                                       | |                           |                           |                          |                          |
|                                                                       | | Premier tour 11 juin 2017 | Premier tour 11 juin 2017 | Second tour 18 juin 2017 | Second tour 18 juin 2017 |
|                                                                       | |                           |                           |                          |                          |
|                                                                       | | Nombre                    | % des inscrits            | Nombre                   | % des inscrits           |
| Inscrits                                                              | Inscrits | 70 382                    | 100,00                    | 70 384                   | 100,00                   |
| Abstentions                                                           | Abstentions | 34 520                    | 49,05                     | 38 637                   | 54,89                    |
| Votants                                                               | Votants | 35 862                    | 50,95                     | 31 747                   | 45,11                    |
|                                                                       | |                           | % des votants             |                          | % des votants            |
| Bulletins blancs                                                      | Bulletins blancs | 402                       | 1,12                      | 1 404                    | 4,42                     |
| Bulletins nuls                                                        | Bulletins nuls | 185                       | 0,52                      | 518                      | 1,63                     |
| Suffrages exprimés                                                    | Suffrages exprimés | 35 275                    | 98,36                     | 29 825                   | 93,95                    |
|                                                                       | |                           |                           |                          |                          |
| Candidat Étiquette politique (partis et alliances)                    | Candidat Étiquette politique (partis et alliances)                                                                        | Voix                      | % des exprimés            | Voix                     | % des exprimés           |
|                                                                       | |                           |                           |                          |                          |
|                                                                       | Mounir Mahjoubi La République en marche                                                                                   | 13 434                    | 38,08                     | 15 263                   | 51,18                    |
|                                                                       | Sarah Legrain La France insoumise                                                                                         | 7 350                     | 20,84                     | 14 562                   | 48,82                    |
|                                                                       | Dan Lert Europe Écologie Les Verts                                                                                        | 3 758                     | 10,65                     |                          |                          |
|                                                                       | Jean-Christophe Cambadélis (député sortant) Parti socialiste (Union des démocrates et des écologistes - Parti écologiste) | 3 035                     | 8,60                      |                          |                          |
|                                                                       | Anne-Constance Onghena Les Républicains (Union des démocrates et indépendants)                                            | 2 611                     | 7,40                      |                          |                          |
|                                                                       | Michel Bulté Front national                                                                                               | 1 404                     | 3,98                      |                          |                          |
|                                                                       | Sergio Tinti Parti communiste français (République et socialisme)                                                         | 1 192                     | 3,38                      |                          |                          |
|                                                                       | Danièle Holland Debout la France                                                                                          | 335                       | 0,95                      |                          |                          |
|                                                                       | Simone Sebban Divers gauche (Nouvelle Donne)                                                                              | 323                       | 0,92                      |                          |                          |
|                                                                       | Pierre Charitat Écologiste (Mouvement 100 %)                                                                              | 284                       | 0,81                      |                          |                          |
|                                                                       | Lyasid Mahalaine Extrême gauche (Nouveau Parti anticapitaliste)                                                           | 250                       | 0,71                      |                          |                          |
|                                                                       | Mériam Boussebsi Union des démocrates et indépendants (Les Centristes)                                                    | 228                       | 0,65                      |                          |                          |
|                                                                       | Kadie Bah Divers (Parti animaliste)                                                                                       | 225                       | 0,64                      |                          |                          |
|                                                                       | Yasmina Khaznawi Écologiste (Parti pour la décroissance)                                                                  | 216                       | 0,61                      |                          |                          |
|                                                                       | Alexandre Cohen Divers | 216                       | 0,61                      |                          |                          |
|                                                                       | Marina Podgorny Lutte ouvrière                                                                                            | 176                       | 0,50                      |                          |                          |
|                                                                       | François Bechieau-Nahon Divers gauche (Mouvement des progressistes)                                                       | 76                        | 0,22                      |                          |                          |
|                                                                       | Somalia Barro Divers (À nous la démocratie !)                                                                             | 61                        | 0,17                      |                          |                          |
|                                                                       | Alexandre Risso Divers (Union populaire républicaine)                                                                     | 53                        | 0,15                      |                          |                          |
|                                                                       | Francis Mbella Divers droite (La France qui ose)                                                                          | 41                        | 0,12                      |                          |                          |
|                                                                       | Vittorio Callegari Divers                                                                                                 | 6                         | 0,02                      |                          |                          |
|                                                                       | Gaspard Delanoë Divers (Parti faire un tour)                                                                              | 1                         | 0,00                      |                          |                          |
|                                                                       | Emmanuel Debanne Divers                                                                                                   | 0                         | 0,00                      |                          |                          |
|                                                                       | Anne Descoutures Divers droite                                                                                            | 0                         | 0,00                      |                          |                          |
| Source : Ministère de l'Intérieur - Seizième circonscription de Paris | |                           |                           |                          |                          |

### Élections législatives de 2022
Les élections législatives françaises de 2022 ont lieu les dimanches 12 et 19 juin 2022. Dans cette circonscription, un seul tour a été nécessaire.
|                                                    |                                                              |                           |                |
|                                                    |                                                              | Premier tour 12 juin 2022 |                |
|                                                    |                                                              |                           |                |
|                                                    |                                                              | Nombre                    | % des inscrits |
| Inscrits                                           | Inscrits                                                     | 75 126                    | 100            |
| Abstentions                                        | Abstentions                                                  | 37 718                    | 50,21          |
| Votants                                            | Votants                                                      | 37 408                    | 49,79          |
|                                                    |                                                              |                           | % des votants  |
| Bulletins blancs                                   | Bulletins blancs                                             | 396                       | 1,06           |
| Bulletins nuls                                     | Bulletins nuls                                               | 153                       | 0,41           |
| Suffrages exprimés                                 | Suffrages exprimés                                           | 36 859                    | 98,53          |
|                                                    |                                                              |                           |                |
| Candidat Étiquette politique (partis et alliances) | Candidat Étiquette politique (partis et alliances)           | Voix                      | % des exprimés |
|                                                    |                                                              |                           |                |
|                                                    | Sarah Legrain Nouvelle Union populaire écologique et sociale | 20 829                    | 56,51          |
|                                                    | Yanis Bacha Ensemble                                         | 7 534                     | 20,44          |
|                                                    | Marie Toubiana Les Républicains                              | 2 153                     | 5,84           |
|                                                    | François Béchieau Mouvement des progressistes                | 2 142                     | 5,81           |
|                                                    | Nathalie Monsauret Rassemblement national                    | 1 454                     | 3,94           |
|                                                    | Caroline Desgrange Reconquête                                | 1 092                     | 2,96           |
|                                                    | Sébastien Coupel Parti animaliste                            | 576                       | 1,56           |
|                                                    | Nordine El-Marbati Lutte ouvrière                            | 302                       | 0,82           |
|                                                    | Laurent Fournier Divers centre                               | 290                       | 0,79           |
|                                                    | Hakima Khelfa Sans étiquette                                 | 206                       | 0,56           |
|                                                    | Ivan Marchika Extrême gauche                                 | 186                       | 0,50           |
|                                                    | Jihane Arous Union des démocrates musulmans français         | 95                        | 0,26           |

### Élections législatives de 2024
| Candidat                 | Candidat             | Parti et coalition   | Nuances | Premier tour | Premier tour | Second tour | Second tour |
| Candidat                 | Candidat             | Parti et coalition   | Nuances | Voix         | %            | Voix        | %           |
| ------------------------ | -------------------- | -------------------- | ------- | ------------ | ------------ | ----------- | ----------- |
|                          | Elsa Pariente        | RE (ENS)             | ENS     |              |              |             |             |
|                          | Sarah Legrain        | LFI (NFP)            | UG      |              |              |             |             |
|                          | Marie Toubiana       | LR (Indépendants)    | LR      |              |              |             |             |
|                          | Hakima Khelfa        |                      | DIV     |              |              |             |             |
|                          | Hortense Villenave   | NPA-révolutionnaires | EXG     |              |              |             |             |
|                          |                      |                      | RN      |              |              |             |             |
|                          | Marie-Noëlle Blondel |                      | DVC     |              |              |             |             |
|                          | Nordine El-Marbati   | LO                   | EXG     |              |              |             |             |
|                          | Cécile Fischer       | REC                  | REC     |              |              |             |             |
|                          | Victor Huguet        |                      | ECO     |              |              |             |             |
|                          |                      |                      |         |              |              |             |             |
| Votes valides            |                      |                      |         |              |              |             |             |
| Votes blancs             |                      |                      |         |              |              |             |             |
| Votes nuls               |                      |                      |         |              |              |             |             |
| Total                    |                      |                      |         |              |              |             |             |
| Abstention               |                      |                      |         |              |              |             |             |
| Inscrits / participation |                      |                      |         |              |              |             |             |